# Alexander Sperling
Alexander Sperling (* 19. April 1890 in Leipzig; † 20. Februar 1973 in Köln) war ein deutscher Turner.

## Leben
Alexander Sperling nahm an den Olympischen Spielen 1912 in Stockholm teil. Mit der deutschen Mannschaft belegte er im Freien System den vierten und im Mannschaftsmehrkampf den fünften Platz. Sperling studierte Jura. 
Sperling starb 1973 im Alter von 82 Jahren und wurde auf dem Kölner Friedhof Melaten beigesetzt.